# راه‌آهن آلبولا
راه‌آهن آلبولا (آلمانی: Albulalinie ; ایتالیایی: Linea dell'Albula ; رومانش: Lingia da l'Alvra) یک خط راه‌آهن با متر سنج تک مسیر است که بخشی از به اصطلاح شبکه اصلی راه‌آهن رت (RhB)، در کانتون کانتون گراوبوندن، سوئیس را تشکیل می‌دهد. توسیس را در هینتراین در ۶۹۷ متر (۲۲۸۷ فوت) و فیلیسور در ۱۰۸۰ متر (۳۵۴۰ فوت) به استراحتگاه آبگرم سنت موریتز در انگادین در ارتفاع ۱۷۷۴ متری (۵۸۲۰ فوت) متصل می‌کند..
ساخت راه‌آهن آلبولا در سپتامبر ۱۸۹۸ آغاز شد، افتتاحیه آن در ۱ ژوئیه ۱۹۰۳ صورت گرفت و گسترش آن به سنت موریتز در ۱۰ ژوئیه ۱۹۰۴ آغاز شد. با ۵۵ پل و ۳۹ تونل، ۶۱٫۶۷ کیلومتر (۳۸٫۳۲ مایل) خط یکی از دیدنی‌ترین راه‌آهن‌های باریک در جهان است.
در ۷ ژوئیه ۲۰۰۸، راه‌آهن آلبولا و راه‌آهن برنینا، که بخشی از RhB را نیز تشکیل می‌دهد، به‌طور مشترک در فهرست میراث جهانی یونسکو، تحت نام راه‌آهن رت در مناظر آلبولا / برنینا ثبت شدند.

## تاریخ
تا سال ۱۸۹۰، جنوب شرق سوئیس از نظر گسترش راه‌آهن بسیار ضعیف بود. ترافیک ترانزیت آلپاین به راه‌آهن گوتارد کشیده شد، به طوری که ساخت راه‌آهن بین قاره ای در گراوبوندن از نظر اقتصادی مقرون به صرفه به نظر نمی‌رسید. فقط موفقیت راه‌آهن رت (LD) به نقطه عطفی منجر شد. در سال ۱۸۹۵، LD نام خود را به راه‌آهن رت (RhB) تغییر داد.

## کتابشناسی - فهرست کتب
- جیان برونگر، تیبرت کلر، رناتو منگوتی: Abenteuer Albulabahn. چور ۲۰۰۳،شابک ‎۳-۸۵۶۳۷-۲۷۹-۲.
- Gion Caprez و Peter Pfeiffer: Albulabahn. Harmonie von Landschaft und Technik. زوریخ ۲۰۰۳،شابک ‎۳-۹۰۵۱۱۱-۸۹-۶.
- Hubertus von Salis Soglio: Bahnhistorischer Lehrpfad Preda-Bergün. Herausgegeben vom Verkehrsverein Bergün. Suchis 5 1997 (فروش در فروشگاه‌های RhB یا در ایستگاه Bergün).
- دیوار هنینگ: Albula–Schlagader Graubündens. آخن ۱۹۸۴،شابک ‎۳-۹۲۱۶۷۹-۳۳-۸.
- Eisenbahn Journal Sonderausgabe Rhätische Bahn (I). Hermann Merker Verlag, Fürstenfeldbruck 1.1988, pp 34-102ISSN 0720-051X.
- فردریش هنینگ: Projekt und Bau der Albulabahn. Chur 1908.
- Hennings: Die neuen Linien der Rhätischen Bahn. در: Schweizerische Bauzeitung . جلد ۳۷/۳۸، ۱۹۰۱،ISSN 0036-7524، صفحات 5-7 (PDF؛ ۲٫۳ مگابایت).